# 景教經典
景教經典（英語：Jesus Sutras，直譯「耶穌契經」）是唐朝正式傳入中國的基督教東方教會——景教所翻譯的經書，其中借用了佛教和道教術語來闡釋基督教教義，是最早的漢譯本基督教典籍。大秦景教流行中國碑記載：「大秦國大德阿羅本，遠將經像，來獻上亰。」《尊經》又載：「大秦本教經都五百卅部，並是貝葉梵音。唐太宗皇帝貞觀九年，西域太德僧阿羅本屆於中夏，並奏上本音。房玄齡、魏徵宣譯奏言。後召本教大德僧景淨，譯得已上卅部卷。」說明敍利亞宣教士阿羅本於公元635年抵達長安時，隨身攜帶有東方教會的經卷530部。波斯僧景淨於公元8世紀漢譯了其中30部，但大多都未能保存至今。現存的經卷寫本中，有六部是在敦煌莫高窟藏經洞中發現的，分別為：《尊經》、《一神論》、《志玄安樂經》、《序聽迷詩所經》、《大秦景教三威蒙度讚》以及《大秦景教宣元至本經》。

## 現存經書
1. 《一神論》：為京都帝國大學講師富岡謙藏所收藏。寫本首部殘缺，是景教最古老的經典，應係該教入唐後不久寫成。[2]由〈一天論第一〉、〈喻第二〉、〈世尊布施論第三〉三篇經文組成，「一神論」是全帙之總題名。
2. 《志玄安樂經》：最初為藏書家李盛鐸私藏，後被賣給日本人，直至1958年方有寫本的首尾局部照片披露，[3]現藏日本大阪市杏雨書屋。[4]
3. 《序聽迷詩所經》：被認為是最早的景教經文之一，可追溯至公元635至638年間。[5]曾為高楠順次郎所收藏，現存日本。[6]
4. 《景教三威蒙度讚》：1908年被法國探險家兼東方學家伯希和於敦煌發現，現藏巴黎法國國家圖書館。「三威」指聖父阿羅訶、聖子彌施訶同聖靈淨風王，是一首稱頌基督教三位一體的讚美詩。該寫本後半部份為《尊經》。
5. 《尊經》：這篇經文與《三威蒙度讚》書於同一卷寫本，1908年被法國探險家伯希和於敦煌發現，現藏法國國家圖書館。[7]此經更像是一篇列表，大部份內容用於列舉景教所崇敬的「法王」和所譯之經書。
6. 《大秦景教宣元至本經》：殘卷，全文30行420字，卷末署「開元五年十月廿六法徒張駒傳寫於沙州大秦寺」。
7. 《大秦景教大聖通真歸法讚》：全文18行，經末題記「沙州大秦寺法徒索元，定傳寫教讀，開元八年五月二日（公元720年6月12日）」。有學者因「大秦寺」三字視其為偽經，因唐玄宗天寶四年（745）才下令改名為「大秦教」，在這之前應為「波斯教」。但經考證，亦有另一可能，即該寫本並非原初本，而是後來的轉抄本，所以未必是偽經。[8]

## 散佚經書
| 經書名稱     | 新教譯名   | 天主教譯名 | 東正教譯名     | 英文名稱 |
| ------------ | ---------- | ---------- | -------------- | -------- |
| 渾元經       | 創世記     | 創世紀     | 起源之書       |          |
| 牟世法王經   | 摩西五經   | 梅瑟五書   | 摩伊息斯之五經 |          |
| 多惠聖王經   | 詩篇       | 聖詠集     | 聖詠集         |          |
| 刪河律經     | 撒迦利亞書 | 匝加利亞   | 匝哈里亞書     |          |
| 阿思瞿利容經 | 福音書     | 福音書     | 福音書         |          |
| 傳化經       | 使徒行傳   | 宗徒大事錄 | 使徒行實       |          |
| 師利海經     | 使徒信經   | 宗徒信經   | 使徒信經       |          |
| 寶路法王經   | 保羅書信   | 保祿書信   | 帕弗羅書信     |          |
| 啓眞經       | 啟示錄     | 若望默示錄 | 約安之啟示錄   |          |

《尊經》裡所列出的經書還包括《敬禮常明皇樂經》、《天寶藏經》、《通眞經》、《寶明經》、《罄遺經》、《原靈經》、《述略經》、《三際經》、《徵詰經》、《寧思經》、《宣義經》、《藝利月思經》、《寧耶頤經》、《儀則律經》、《毗遏啓經》、《伊利耶經》、《遏拂林經》、《報信法王經》、《彌施訶自在天地經》、《四門經》、《摩薩吉斯經》、《慈利波經》、《烏沙那經》。這其中並非都是《聖經》經文，比如《儀則律經》應是教導儀典和準則的經書；《述略經》應是專講教義；《慈利波經》可能是描述十字聖架的義理或教條。其餘經書則無法考證。

## 譯名解釋
| 景教譯名                       | 新教譯名         | 天主教譯名   | 東正教譯名             | 英文名稱 |
| ------------------------------ | ---------------- | ------------ | ---------------------- | -------- |
| 阿羅訶                         | 耶和華           | 雅威         | 雅威                   |          |
| 彌施訶（彌師訶、彌訶、迷詩所） | 彌賽亞           | 默西亞       | 彌賽亞或默西亞         |          |
| 夷數（翳數）                   | 耶穌             | 耶穌         | 伊伊穌斯               |          |
| 涼風（淨風、淨風王）           | 聖靈             | 聖神         | 聖靈                   |          |
| 末豔                           | 耶穌的母親馬利亞 | 聖母瑪利亞   | 誕神女瑪利亞           |          |
| 瑜罕難法王                     | 使徒約翰         | 若望         | 約安                   |          |
| 盧伽法王                       | 福音書著者路加   | 路加         | 路喀                   |          |
| 摩矩辭法王                     | 福音書著者馬可   | 馬爾谷       | 瑪爾克                 |          |
| 明泰法王                       | 使徒馬太         | 瑪竇         | 瑪特斐、瑪特泰         |          |
| 牟世法王                       | 摩西             | 梅瑟         | 摩伊息斯               |          |
| 多惠聖王                       | 大衛王           | 達味         | 達微德                 |          |
| 寶路法王                       | 使徒保羅         | 保祿         | 帕弗羅                 |          |
| 岑穩僧伽法王                   | 使徒彼得         | 伯多祿、伯鐸 | 裴特若                 |          |
| 報信法王                       | 施洗約翰         | 聖若翰洗者   | 施洗者約安             |          |
| 娑殫                           | 撒但、撒旦       | 撒殫         | 薩他那                 |          |
| 述難河                         | 約旦河           | 約旦河       | 伊沃爾當（新遺詔聖經） |          |
| 烏梨師斂                       | 耶路撒冷         | 耶路撒冷     | 耶路撒冷               |          |

### 存疑
| 景教譯名 | 新教譯名                                       | 天主教譯名       | 東正教譯名         | 英文名稱 |
| -------- | ---------------------------------------------- | ---------------- | ------------------ | -------- |
| 賀薩耶   | 亞撒利雅抑或何細亞？                           |                  |                    |          |
| 伊利耶   | 以利亞（經書名，但聖經中並不存在「以利亞書」） | 厄里亞           | 伊利亞             |          |
| 憲難耶   | 漢拿尼亞（不知究竟是哪一位「漢拿尼亞」？）     |                  |                    |          |
| 彌沙曳   | 天使長米迦勒抑或先知彌迦？                     | 彌額爾？米該亞？ | 彌哈伊爾？彌亥亞？ |          |
| 沙羅     | 可能是所羅門王                                 | 撒羅滿           | 索洛蒙             |          |
| 烏沙那   | 可能是「和散那」                               | 賀三納           |                    |          |

## 畫廊

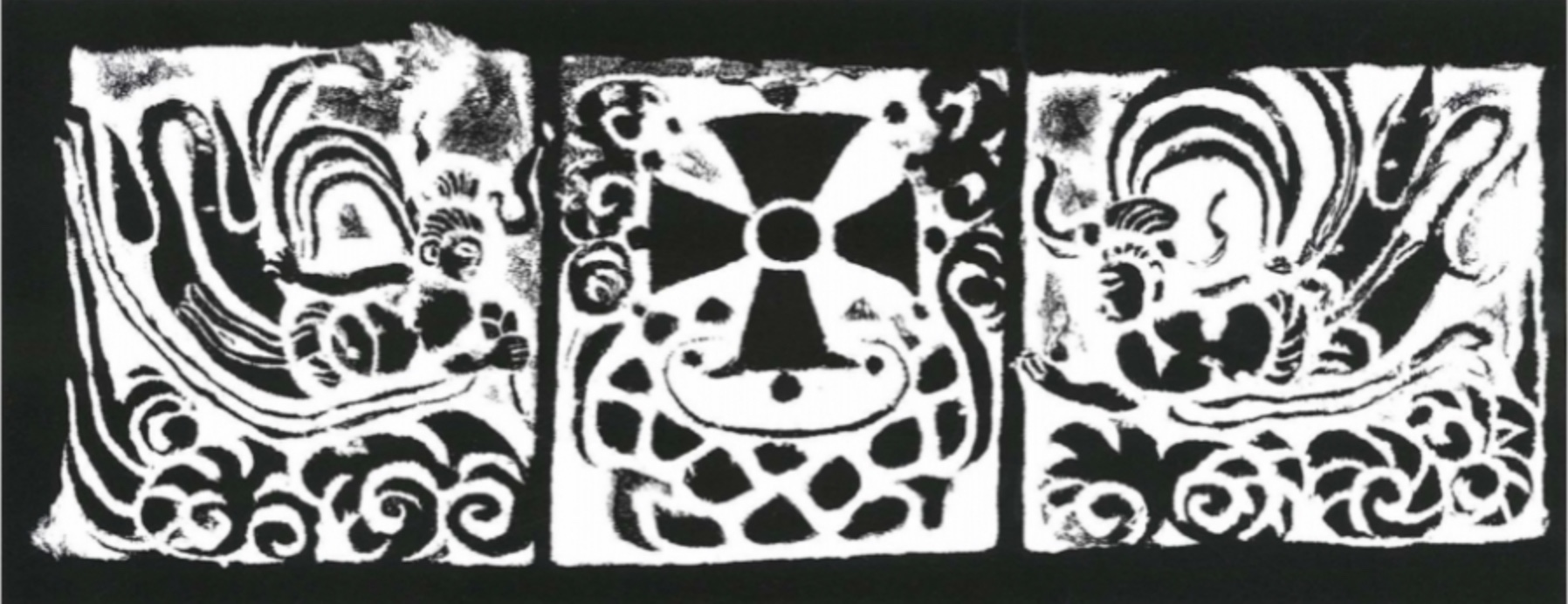
《大秦景教宣元至本經》經幢上的十字蓮花和飛天圖案拓片
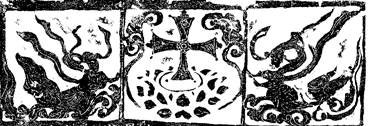
《大秦景教宣元至本經》經幢上的十字蓮花和飛天圖案拓片
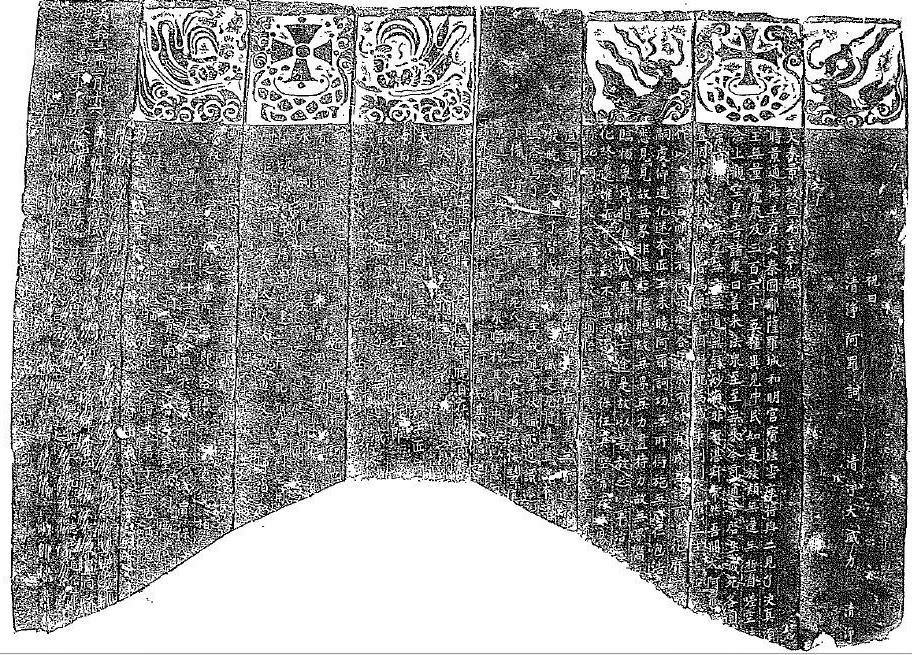
《大秦景教宣元至本經》經幢拓片
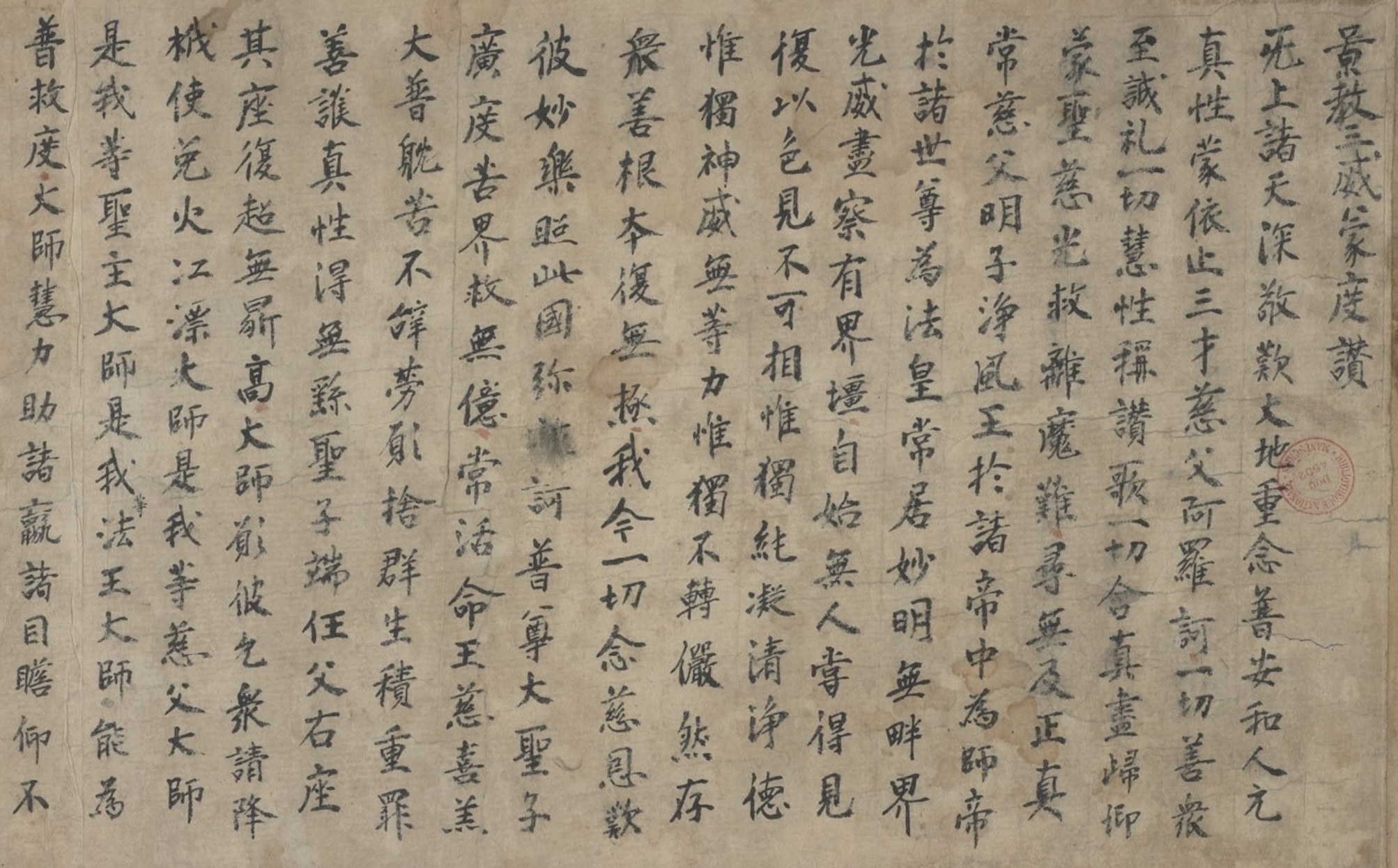
《大秦景教三威蒙度讚》開篇
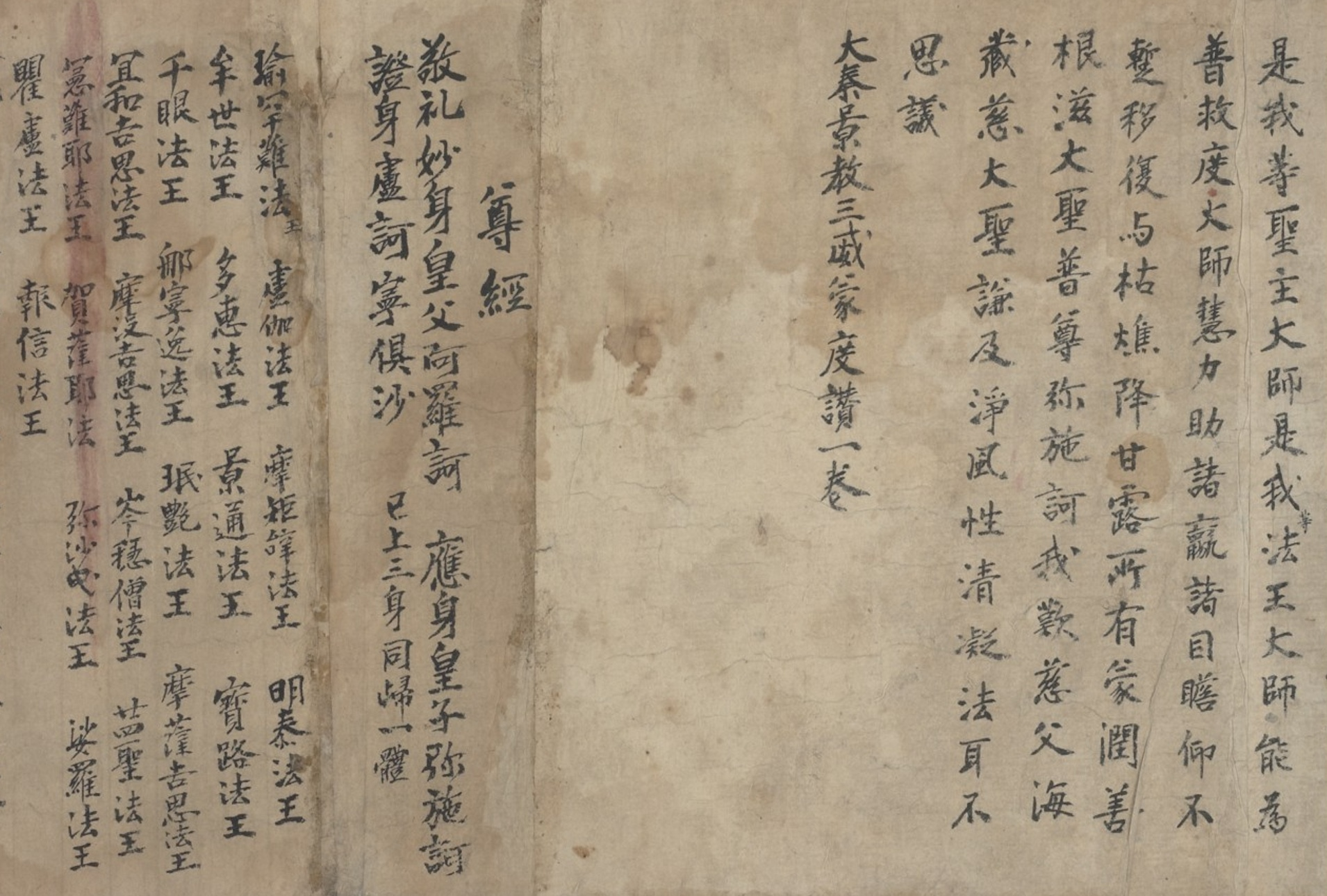
《大秦景教三威蒙度讚》後半部份同《尊經》開篇
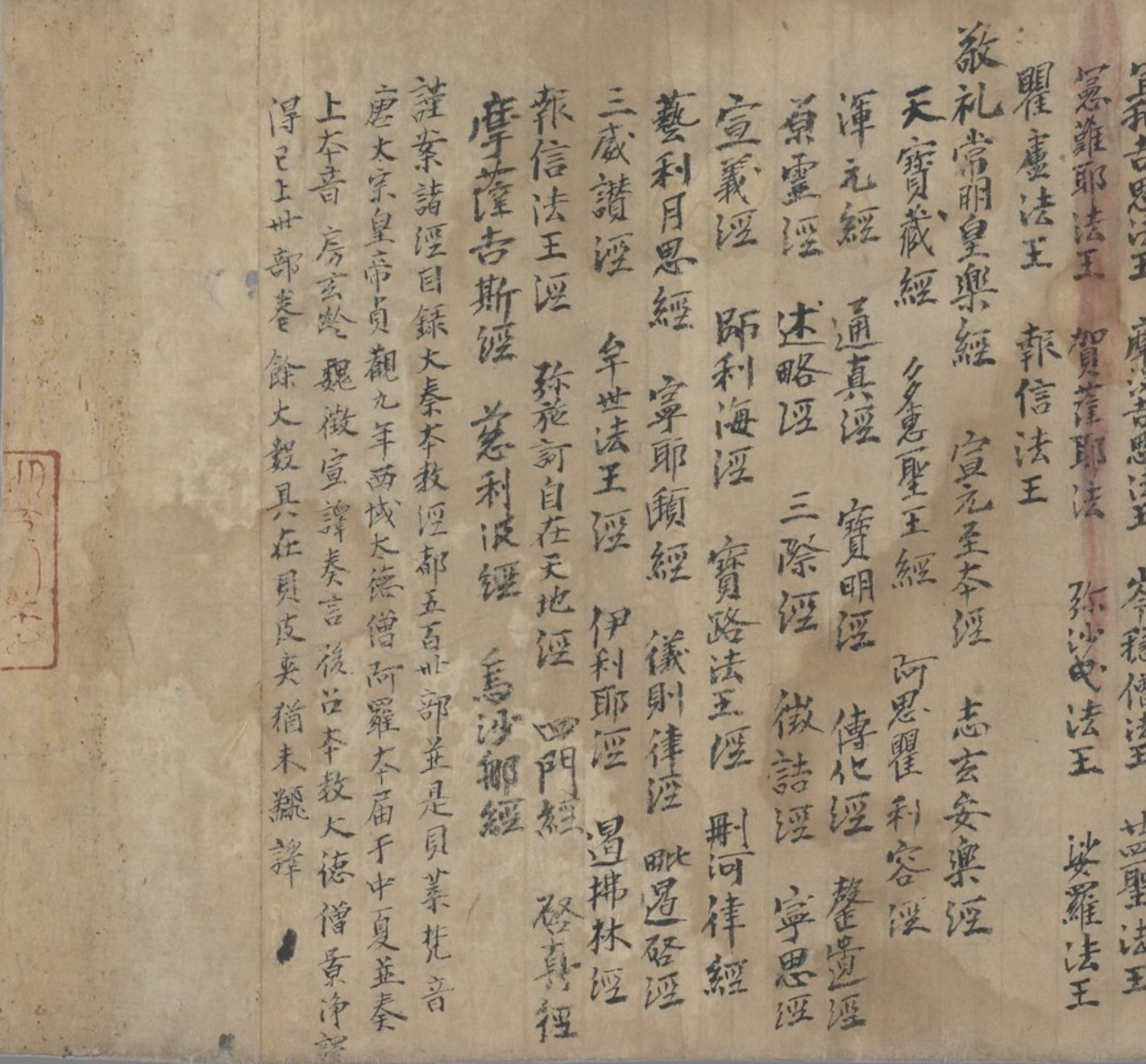
《尊經》後半部份
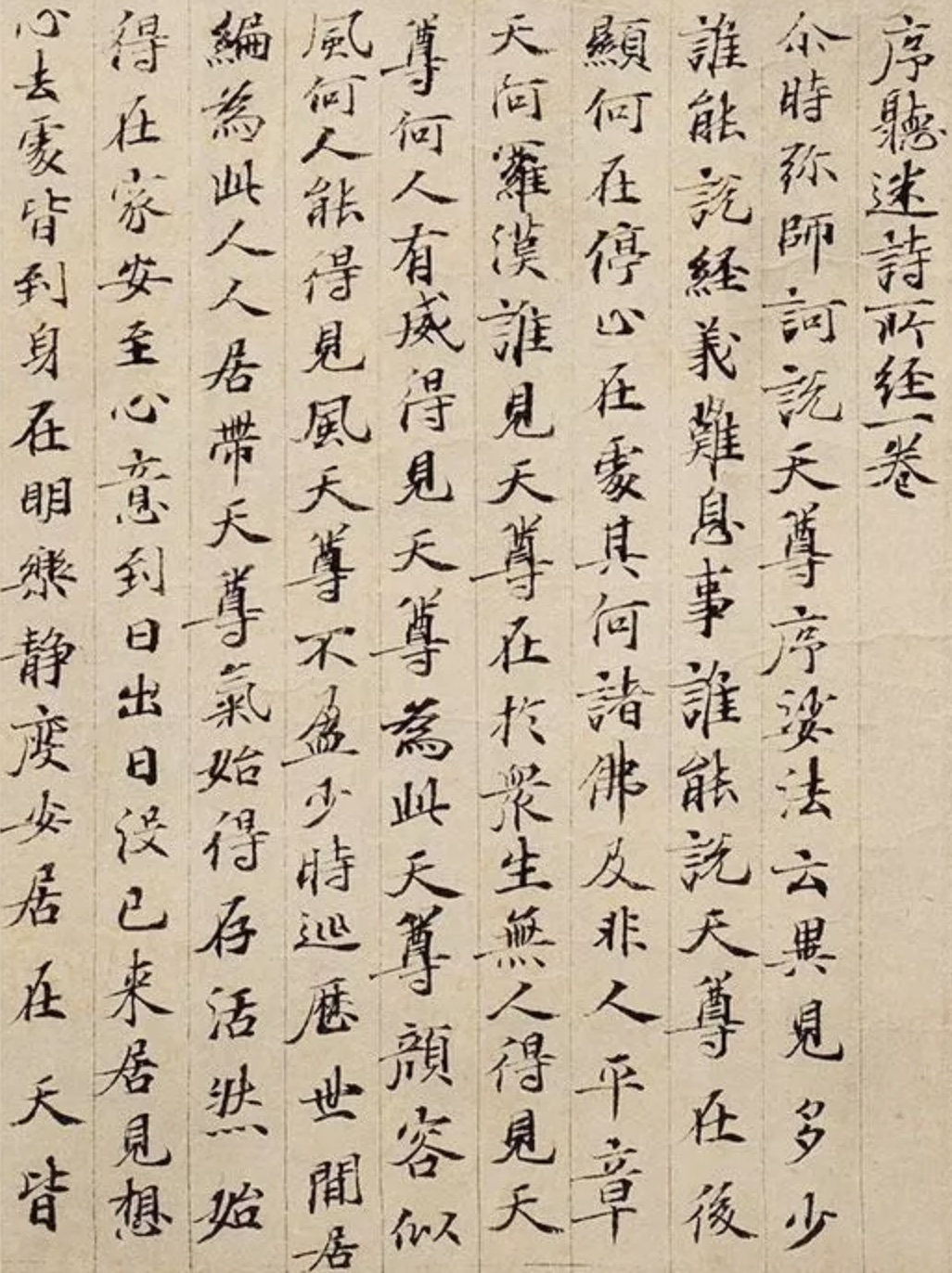
《序聽迷詩所經》開篇
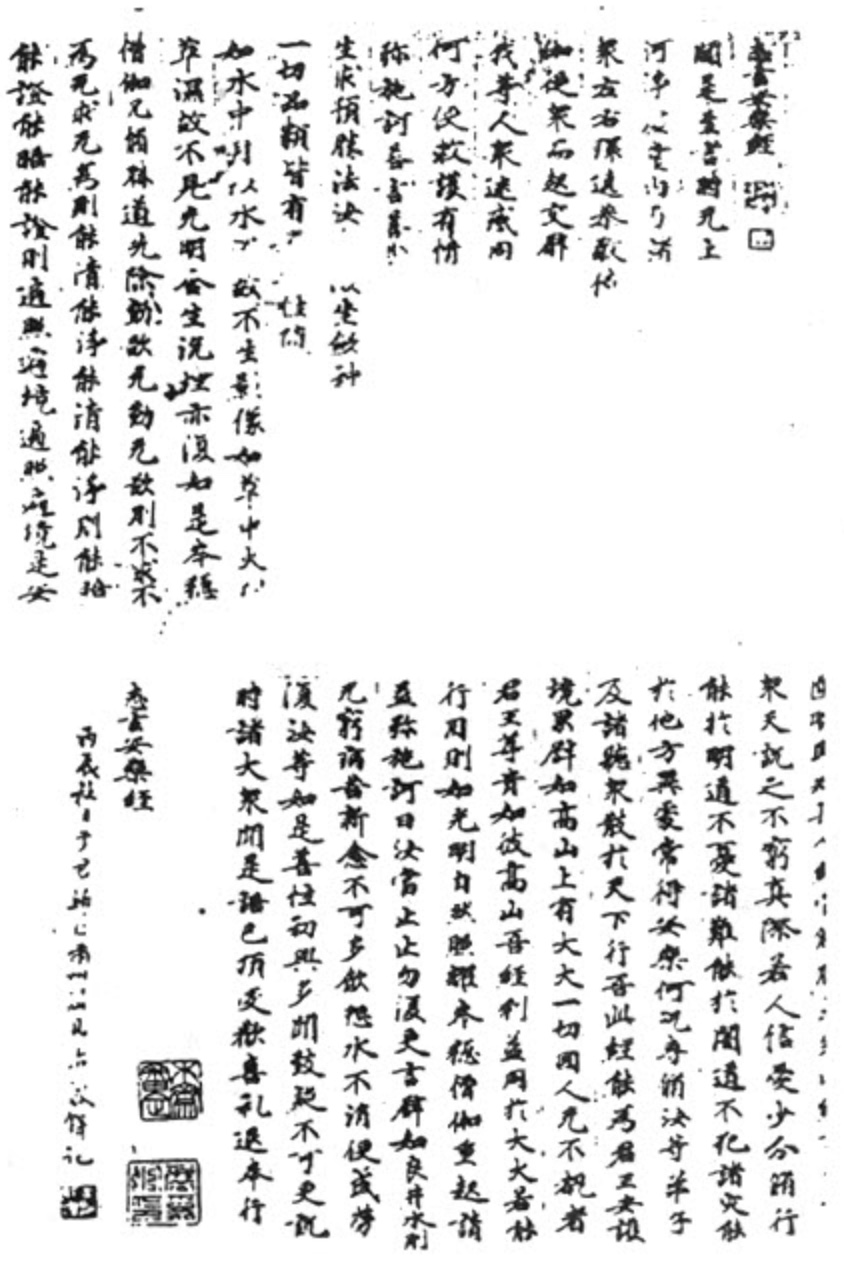
《志玄安樂經》首尾部份
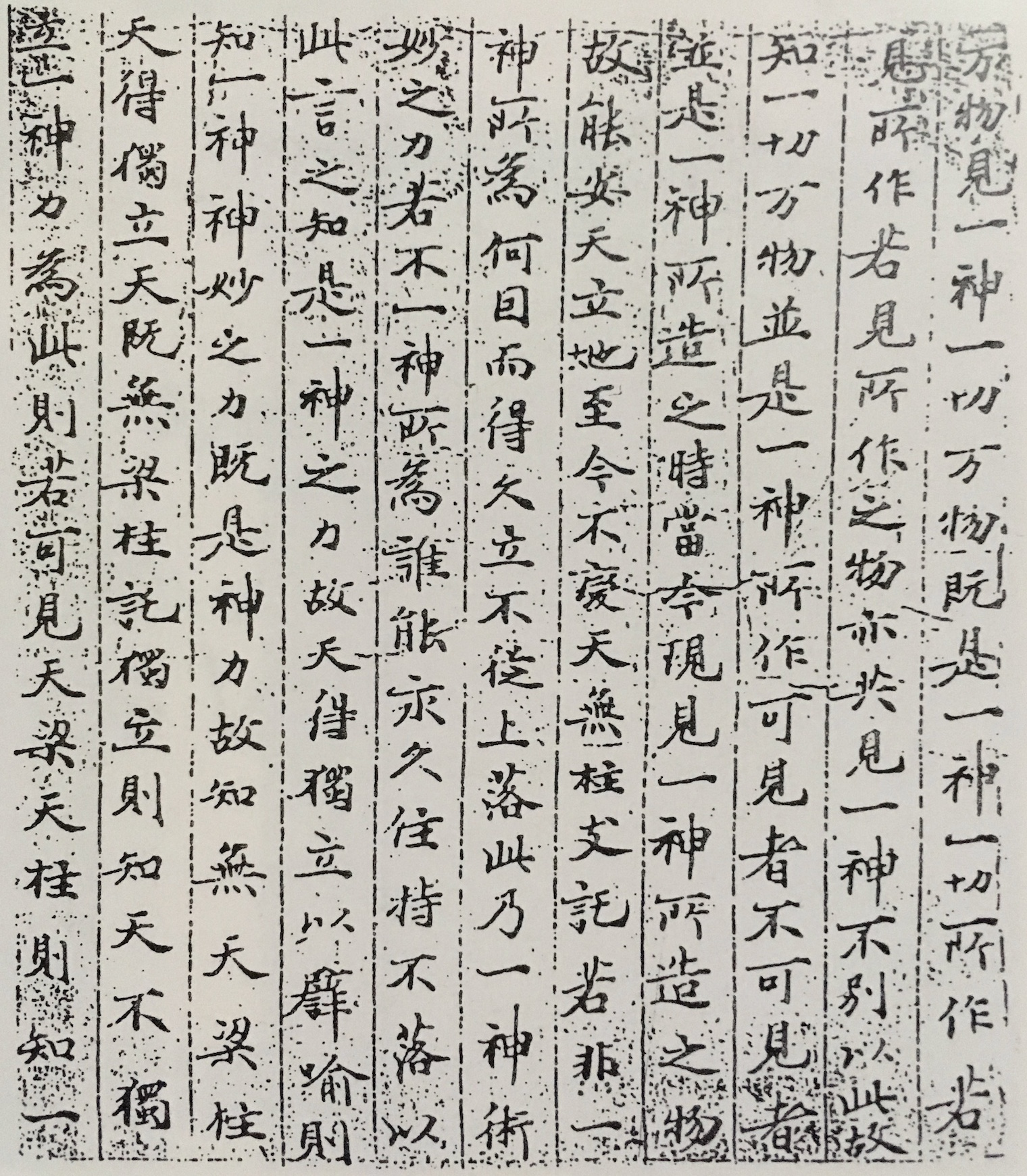
《一神論》首篇經文〈一天論第一〉開篇